# Saint-Nicodème

Saint-Nicodème este o comună în departamentul  Côtes-d'Armor, Franța. În 1 ianuarie 2022 avea o populație de 168 de locuitori.